# Альтона (Гамбург)
53°33′00″ пн. ш. 9°56′00″ сх. д. / 53.55° пн. ш. 9.9333° сх. д.
Альтона (нім. Áltona) — один з 7 районів міста Гамбург в Німеччині. Розташований на правому березі річки Ельба. Населення — близько 248 тис. жителів.
В 1640 Альтона була зайнята данцями, їхнє панування тривало понад 200 років. Король Фредерік III дарував їй статус міста, митні привілеї, свободу поселення і віросповідання. У 1938 році Альтона, як і ще кілька сусідніх міст, стала частиною Гамбурга. Історична частина міста була зруйнована бомбардуваннями 1943 року й відтоді не відновлювалася.

## Історія
Альтона була заснована в 1535 році як рибальське село в графстві Гольштейн-Піннеберг. Під час Тридцятилітньої війни потрапила під владу данської корони. У 1664 році король Фредерік III дарував Альтоне міські права. До 1864 року Альтона була одним з найважливіших портових міст данської корони, самим південним її володінням на континенті і найбільшим за населенням містом Шлезвіг-Гольштейна. Розвивалася як конкурент ганзейського Гамбурга в заморській торгівлі.
У 1713 році, в розпал Північної війни, шведський фельдмаршал Стенбок опанував Альтону і велів планомірно випалити її. Після відходу шведів велика частина будівель залишилася в руїнах. Данському міністру Ревентлову довелося розробити новий план міста, по якому Альтона стала забудовуватися заново. Місто стало осередком данського Просвітництва ; саме тут першим в Данії прищеплював пацієнтів (від віспи) доктор Струензе — син пастора церкви Трійці, що збереглася до теперішнього часу.
Золота доба Альтони, що стала другим за величиною містом данської корони, тривала до оголошення континентальної блокади в 1807 році. В продовження XVIII століття населення Альтона збільшилася вдвічі, досягнувши 24 тис. жителів. Відновлення після блокади зайняло не одне десятиліття. У 1821 році професор Г. Х. Шумахер змусив короля дозволити організувати в місті астрономічну обсерваторію; точність її спостережень славилася по всій Європі. У 1844 р. Альтону зв'язала з Кілем перша в Данії залізниця.
За підсумками війни за Шлезвіг Альтона відійшла до Німецької імперії. У 1899 році тут був винайдений апарат Кеніга, перший механічний прилад газодимозахисту пожежних. У 1932 році спроба проведення в місті нацистського маршу вилилася в перестрілку. У 1938 після прийняття «Закону Великого Гамбурга» (нім. Groß-Hamburg-Gesetz, 1937) Альтона включена до складу Гамбурга.
За роки Другої світової війни Альтона втратила не тільки історичну забудову, а й своє єврейське населення. Оскільки вільне місто Гамбург гнобив євреїв (в тому числі шляхом податкової дискримінації), з початку XVII століття гамбурзькі євреї стали переїжджати в Альтону. Після 1941 року цілі квартали міста знелюдніли, через те, що їх мешканців перевезли до таборів смерті. Як нагадування про квітучу колись культуру в Альтоні залишилися єврейські кладовища XVII—XIX ст.
Багато кварталів Альтони залишалися напівзанедбані до 1970-х років, коли федеральний уряд прийняв програму ревіталізації цього району.

## Адміністративний поділ

Чотирнадцять районів Альтона

Район складається з 14 міських частин (нім. Stadtteilen):
- Альтона-Альтштад (нім. Altona-Altstadt)
- Альтона-Норд (нім. Altona-Nord)
- Баренфельд (нім. Bahrenfeld)
- Бланкенезе (нім. Blankenese)
- Ґросс Флотбек (нім. Groß Flottbek)
- Зюльдорф (нім. Sülldorf)
- Ізерброк (нім. Iserbrook)
- Луруп (нім. Lurup)
- Нінштедтен (нім. Nienstedten)
- Осдорф (нім. Osdorf)
- Отмаршен (нім. Othmarschen)
- Оттензен (нім. Ottensen)
- Ріссен (нім. Rissen)
- Штерншанце (нім. Sternschanze)

## Відомі люди
- Джордж Джарвіс (1797—1828) — американський філеллін.
- Йоганн Яків Душ (1725—1787) — німецький письменник, поет і перекладач.
- Християн Зелле (старший) (1831—1883) — німецький живописець.
- Ернст Йогансен (1898—1977) — німецький письменник.
- Василь Струве (1793—1864) — російський астроном.
- Ґеорґ Гінц[de] (1630—1700) — німецький художник.

Тут жили письменники Карл Май і Генріх Гейне.

## Пам'ятки
- Альтонський музей
- Йенішпарк

## Галерея

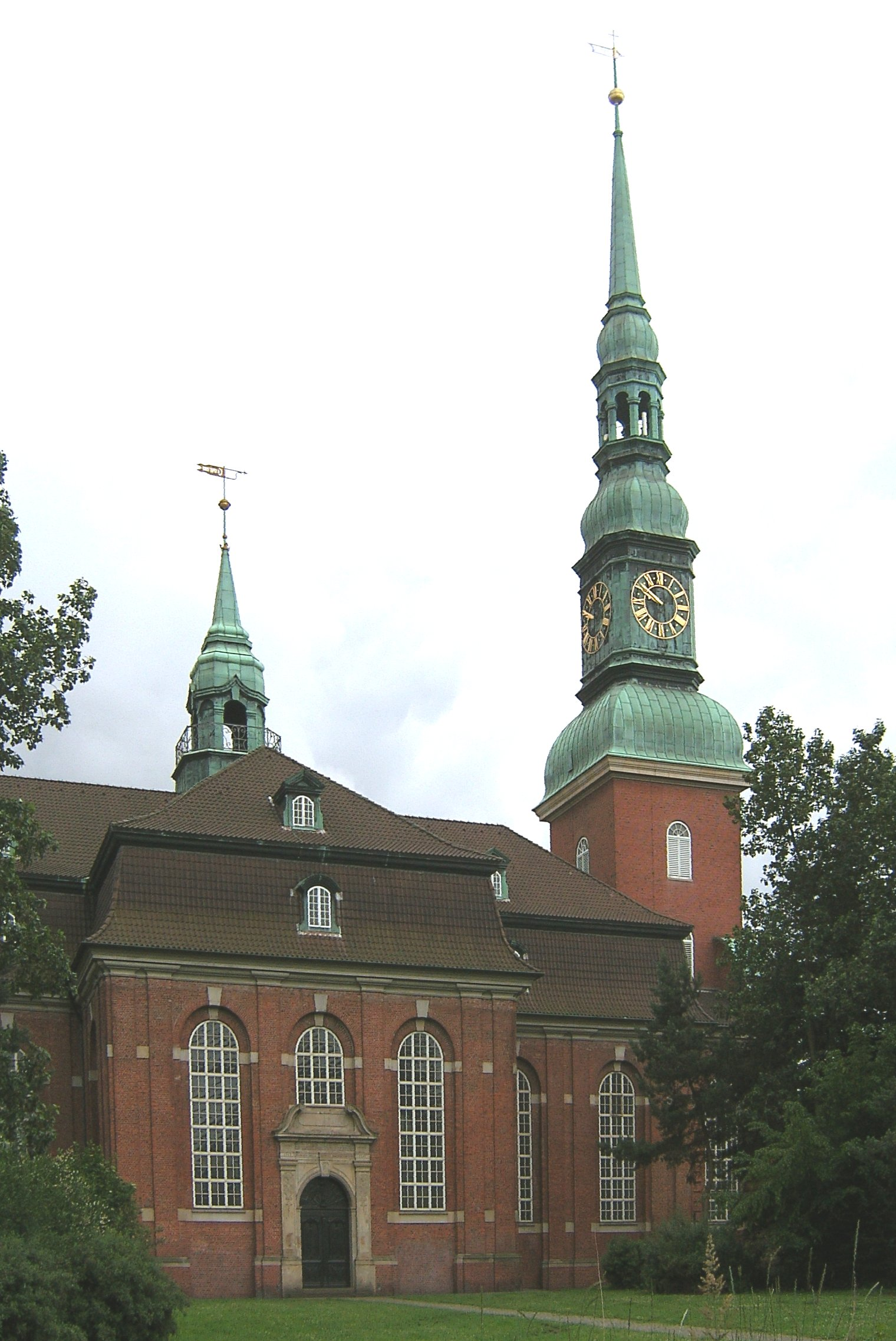
Церква Трійці (1741-43)
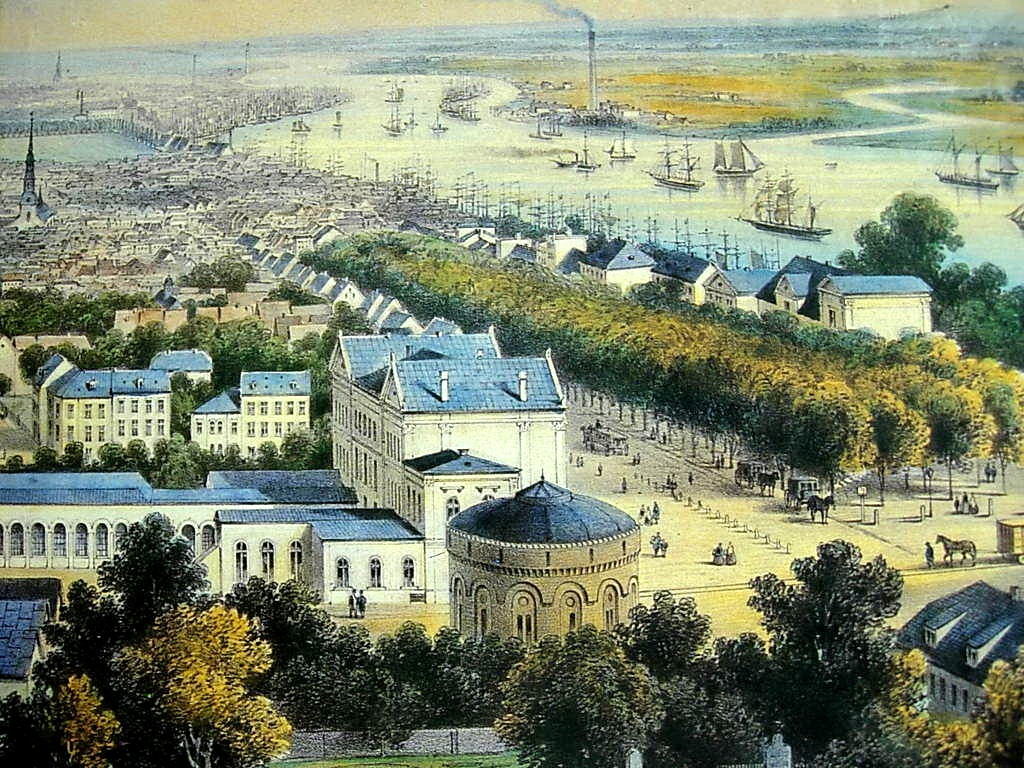
На картині 1850 року
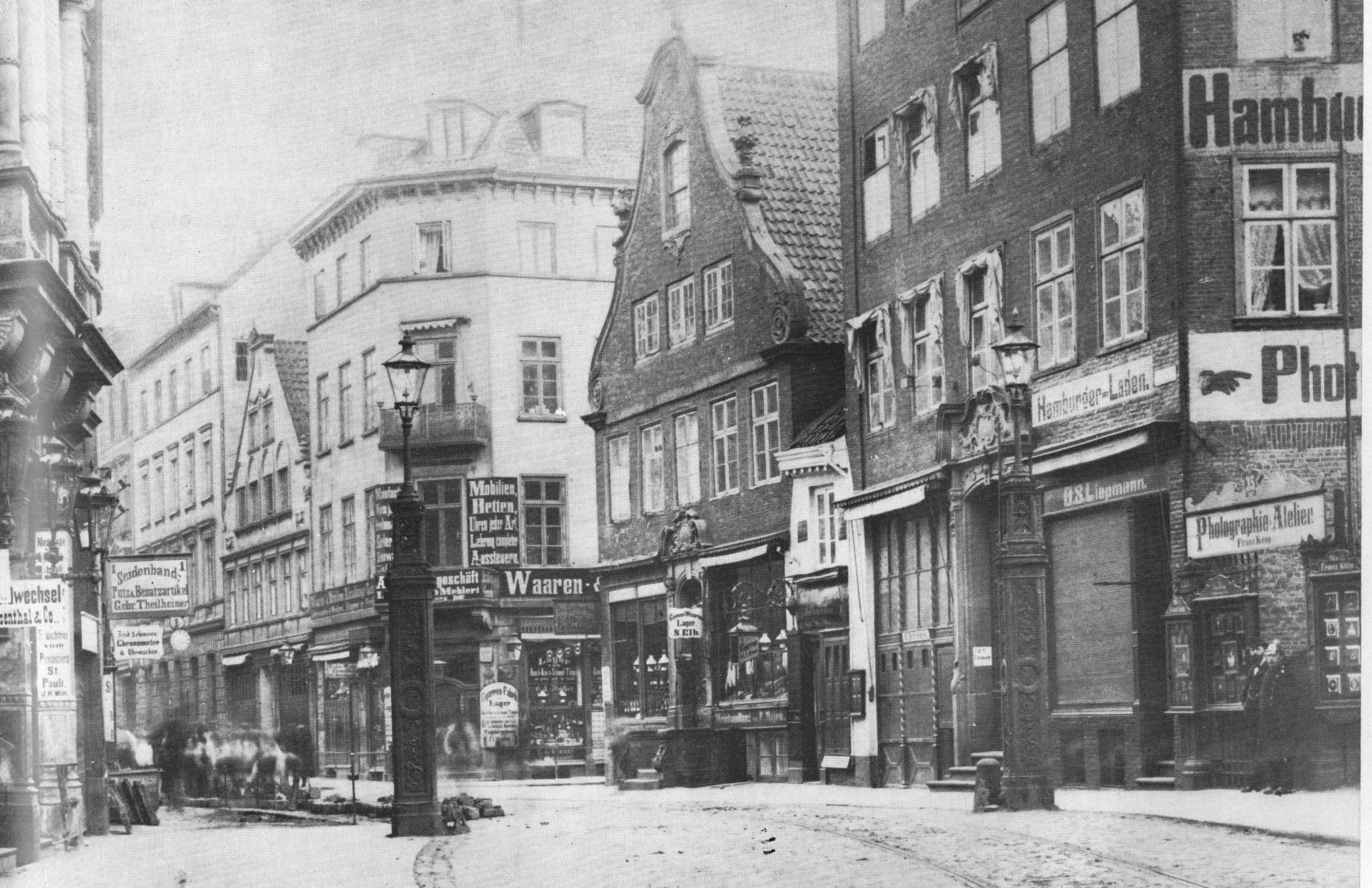
Застава між Гамбургом і Альтоною (1880)
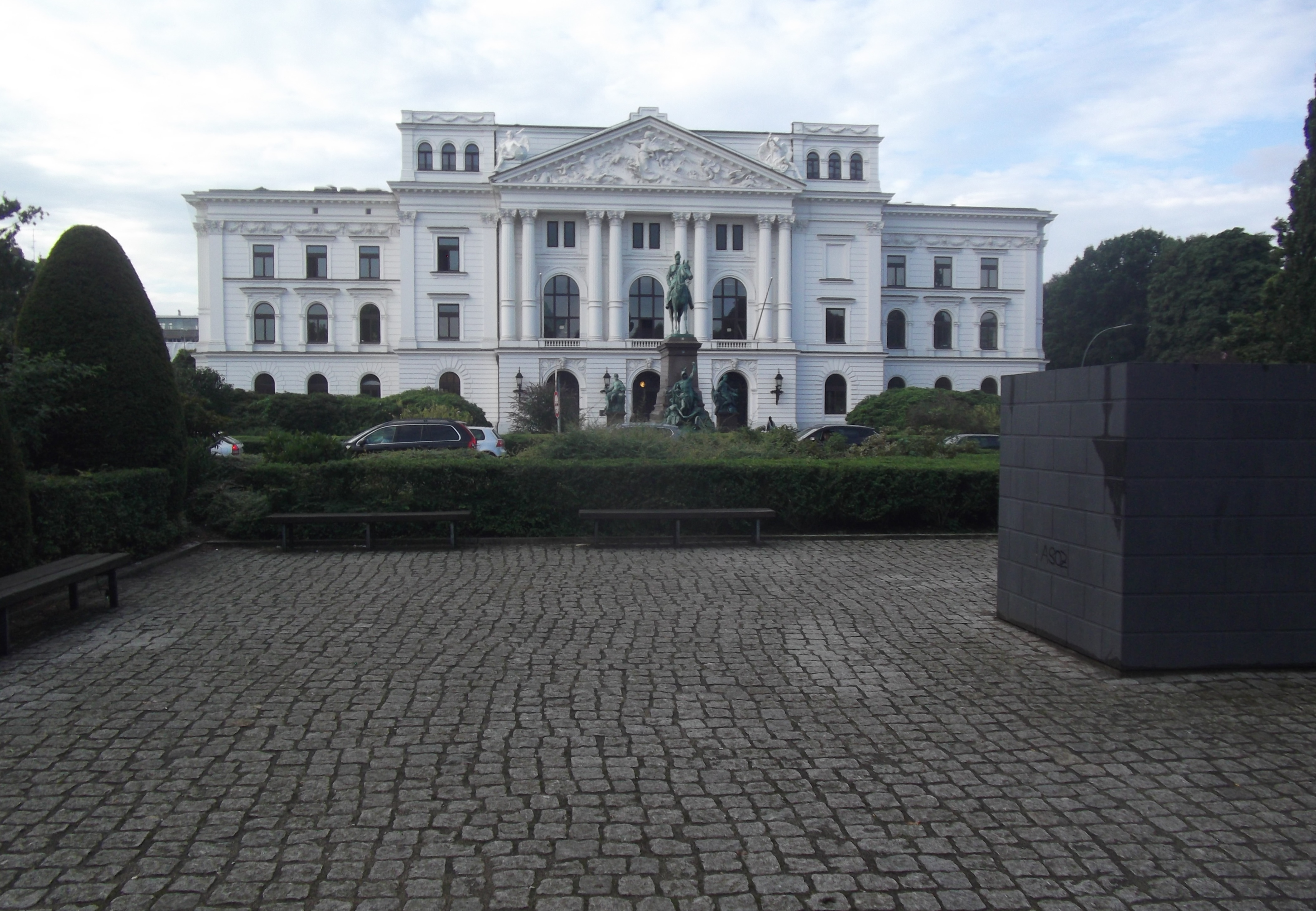
Площа Республіки із ратушею
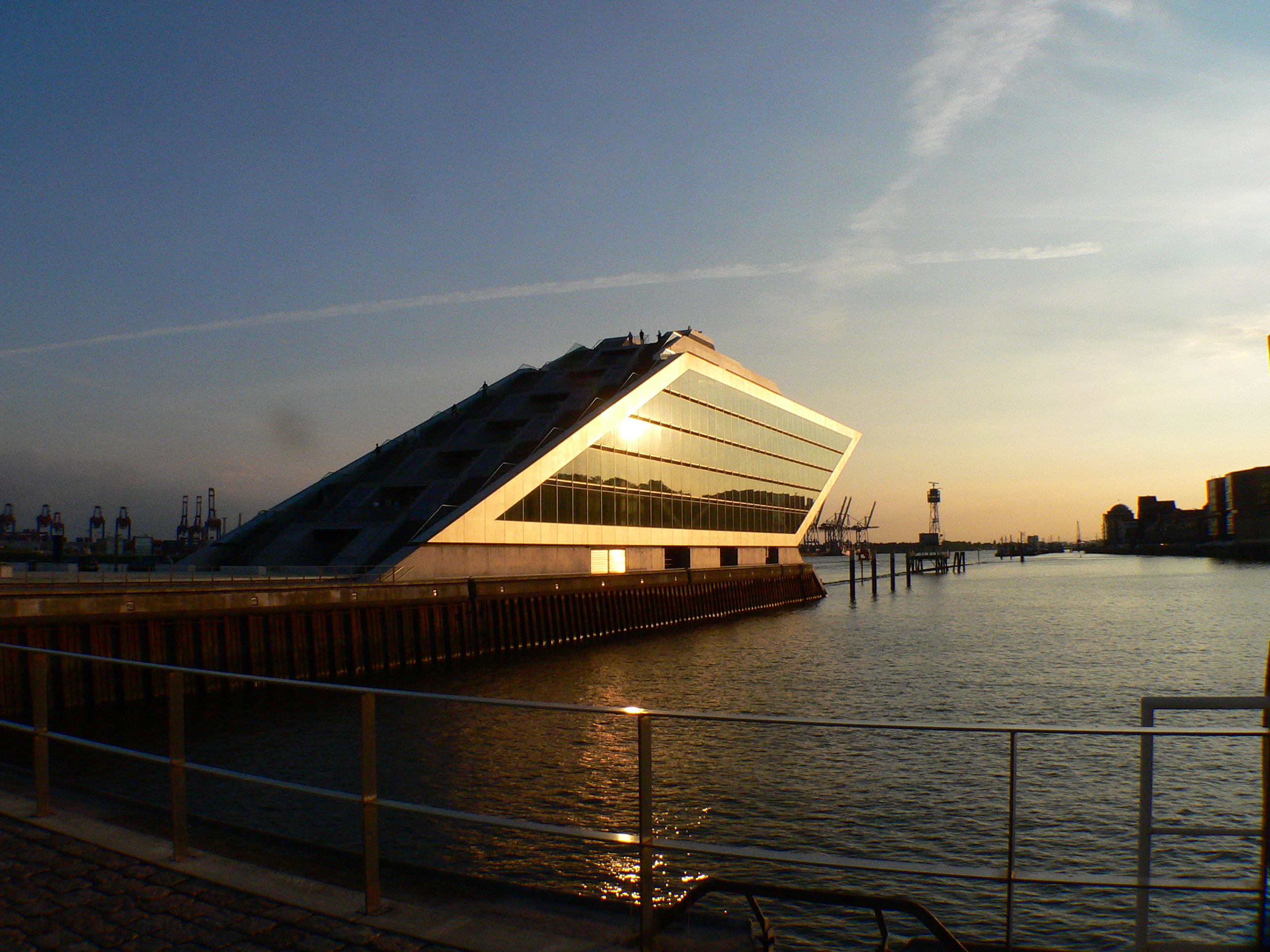
Офісна будівля Dockland

## В астрономії
У Альтоні, де була розташована обсерваторія, 1821 року почав видаватися один з перших астрономічних журналів — Astronomische Nachrichten. На честь міста названо астероїд (850) Альтона, відкритий в 1916 році російським астрономом Сергієм Івановичем Белявским.

## У мистецтві
- «Затворник Альтона» — п'єса Жана-Поля Сартра (1960), по якій Вітторіо де Сіка зняв однойменний фільм 1962 року з Софі Лорен в головній ролі.